# Carolina Johnson
Carolina Johnson, född 15 april 1996, är en svensk friidrottare och långdistanslöpare. 
Johnson deltog 2015 på 3 000 meter hinder vid junior-EM i Eskilstuna och kom då in på en silverplats. Vid terräng-EM 2015 kom hon 7:a i F19, den bästa placeringen av en svensk junior i klassen någonsin. Hon har studerat vid University of California Los Angeles och blev där, som medlem i friidrottslaget, utsedd till Pac12 Freshman of the Year. I september 2023 vann hon Lidingöloppet 30km på 1.54.25, vilket gör henne till den fjärde snabbaste vinnaren någonsin. Johnson blev då den första europeiska damvinnaren sedan 2017.
Hon sprang in som sjunde snabbaste svenska genom tiderna på 10km med 32.45 i januari 2024 i Valencia, endast sju sekunder från att vara femma genom tiderna. Sju dagar senare sprang hon halvmaraton i Santa Pola på 1.12.17, in som elfte snabbaste svenska genom tiderna.

## Personliga rekord

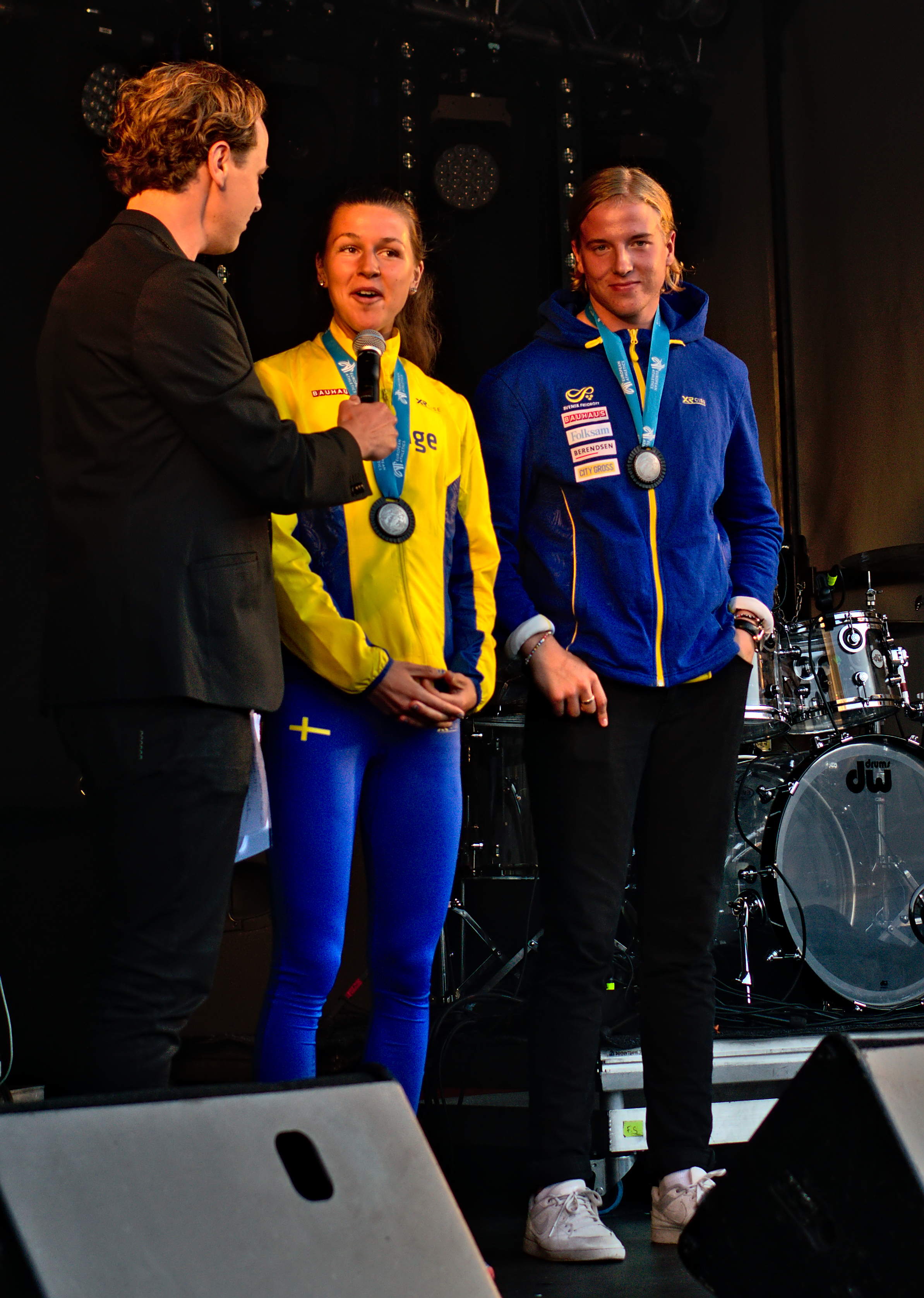

| Utomhus - 800 meter – 2:12,65 (Sollentuna 6 juni 2014) - 1 500 meter – 4:21,78 (Eagle Rock, Kalifornien USA 7 maj 2016) - 3 000 meter – 9:26,58 (Habo 26 augusti 2023) - 5 000 meter – 15:57,17 (Karlstad, Sverige 22 juli 2025) - 10 000 meter – 33:47,70 (Kil, Sverige 31 juli 2025) - 10 km landsväg – 32:45 (Valencia, Spanien 14 januari 2024) - Halvmaraton – 1:12.17 (Santa Pola, Spanien 21 januari 2024) - 1 500 meter hinder – 4:55,77 (Stockholm 7 september 2013) - 2 000 meter hinder – 6:39,58 (Gävle 8 augusti 2014) - 3 000 meter hinder – 10:13,28 (Seattle, Washington USA 14 maj 2016) | Inomhus - 800 meter – 2:18,30 (Norrköping 6 januari 2014) - 1 500 meter – 4:32,39 (Sätra 16 februari 2014) - 1 500 meter – 4:35,72 (Göteborg 1 mars 2015) - 1 engelsk mil – 4:49,91 (Seattle, Washington USA 11 februari 2017) - 3 000 meter – 10:06,65 (Sätra 21 februari 2015) |

### Fotnoter
1. 1 2  ”European Athletics U20 Championships - Eskilstuna 2015” (på engelska). european-athletics.org. http://www.european-athletics.org/competitions/european-athletics-u20-championships/history/year=2015/results/index.html. Läst 30 oktober 2017.
2. ↑  ”Stora SM 2015, dag 3”. trackandfield.se. http://www.trackandfield.se/resultat/2015/150809.htm. Läst 31 oktober 2015.
3. ↑  ”Resultat: SM-JSM-USM-VSM Terräng, Höganäs 23‐24.10.21 Terräng”. friidrottsstatistik.se. https://www.friidrottsstatistik.se/resultsswe.php?CID=12996604&Season=2021. Läst 29 mars 2022.
4. ↑  ”Resultat: Friidrotts-SM, Söderhamn 28‐30.7.23”. friidrottsstatistik.se. https://www.friidrottsstatistik.se/resultsswe.php?CID=13045848&Season=2023. Läst 7 september 2023.
5. ↑  ”Resultat: SM-VSM Halvmaraton, Anderstorp 7.7.23”. friidrottsstatistik.se. https://www.friidrottsstatistik.se/resultsswe.php?CID=13044614&Season=2023. Läst 7 september 2023.
6. ↑  ”Resultat: Friidrotts-SM, Karlstad 31.7‐3.8.25”. friidrottsstatistik.se. https://www.friidrottsstatistik.se/resultsswe.php?CID=13110713&Season=2025. Läst 1 augusti 2025.
7. 1 2 3 4 5 6 7 8 9 10 11 12 13  ”Personsida på IAAF:s webbplats” (på engelska). iaaf.org. https://www.iaaf.org/athletes/sweden/carolina-johnson-292014. Läst 20 oktober 2018.
8. ↑  Hedman, Jonas (18 juli 2015). ”JEM19 3: Silver för Carolina – tre svenskor topp-6!”. friidrott.se. Arkiverad från originalet den 7 november 2017. https://web.archive.org/web/20171107012646/http://www.friidrott.se/nyheter.aspx?id=18379. Läst 30 oktober 2017.
9. ↑  ”:: friidrott.se :: - december 2015”. www.friidrott.se. Arkiverad från originalet den 3 mars 2018. https://web.archive.org/web/20180303105722/http://www.friidrott.se/nyheter/intervju/manadens/december-2015.aspx. Läst 2 mars 2018.
10. ↑  ”UCLABruins.com | UCLA Athletics” (på engelska). uclabruins.com. http://uclabruins.com/roster.aspx?rp_id=5015. Läst 23 mars 2018.
11. ↑  ”Lidingöloppet - Intervju med Carolina Johnson - årets damvinnare”. www.lidingoloppet.se. Arkiverad från originalet den 29 januari 2024. https://web.archive.org/web/20240129131431/https://www.lidingoloppet.se/sv/Site/tcs-lidingoloppshelgen/nyheter/intervju-med-carolina-johnson---arets-damvinnare/. Läst 29 januari 2024.
12. ↑  ”Friidrottsstatistik”. www.friidrottsstatistik.se. https://www.friidrottsstatistik.se/alltswe10.php?gender=2&age=99&ind=0&enumber=0. Läst 21 november 2024.
13. ↑  ”Friidrottsstatistik”. www.friidrottsstatistik.se. https://www.friidrottsstatistik.se/atswe.php?Gender=2&ID=125892. Läst 11 juli 2023.
14. 1 2 3 4 5 6 7 8 9 10 11  ”Personsida på European Athletics' webbplats” (på engelska). european-athletics.org. http://www.european-athletics.org/athletes/group=j/athlete=134585-johnson-carolina/index.html. Läst 20 oktober 2018.